# Джеймс Вос
Джеймс Шелтън Вос (на английски: James Shelton Voss) е астронавт от НАСА, ветеран от пет космически полета. Има в актива си дълговременно пребиваване на МКС по време на Експедиция 2 - 163 денонощия, 8 часа и 13 минути и най-продължителната космическа разходка в историята – 8 часа и 56 мин.

## Образование
Джеймс Вос завършва колеж в родния си град. През 1972 г. завършва Университета Обърн в Алабама с бакалавърска степен по аерокосмическо инженерство. През 1974 г. защитава магистратура по същата специалност в Университета на Колорадо.

## Военна кариера
Вос постъпва в армията през 1972 г. с чин младши лейтенант. След завършване на магистратурата си е произведен лейтенант и преминава курс за обучение за офицер от разузнаването. След това е зачислен в разузнавателната служба на 2-ри батальон от 48-и пехотен полк, базиран в Германия. След завършване на допълнителен армейски курс, през 1979 г. е включен в листата на командирите и изпратен на обучение във Военната академия Уест Пойнт, Ню Йорк в департамента по механика. След дипломирането си, Вос завършва и школа за тест пилоти към флота през 1983 г. От ноември 1984 до юни 1987 г. той работи в НАСА и отговаря за техническите тестове и поддръжка на мисиите STS-51D, STS-51F, STS-61C и STS-51L. След катастрофата с Чалънджър, Вос участва активно в разследващата инцидента комисия.

## Служба в НАСА
Дж. Вос е избран за астронавт от НАСА на 5 юни 1987 г., Астронавтска група № 12. През август 1988 г. завършва курса на обучение и е включен в полетните графици по програмата Спейс шатъл. Между 1995 и 1997 г. преминава пълна 2-годишна подготовка в Москва, Русия за полети на космическия кораб Союз и орбиталната станция Мир. През май 1997 г. е дубльор на Майкъл Фоул за мисията STS-84 - Мир ОЕ-23/24 - STS-86. През януари 1998 г. е дубльор на Андрю Томас за мисията STS-89 - Мир ЕО-24/25 - STS-91. Джеймс Вос е взел участие в пет космически полета:

### Космически полети
| Космически полети на Джеймс Шелтън Вос                      | Космически полети на Джеймс Шелтън Вос | Космически полети на Джеймс Шелтън Вос          | Космически полети на Джеймс Шелтън Вос | Космически полети на Джеймс Шелтън Вос           | Космически полети на Джеймс Шелтън Вос | Космически полети на Джеймс Шелтън Вос |
| №                                                           | Дата                                   | КК                                              | Емблема на мисията                     | Функции                                          | Продължителност                        |                                        |
| ----------------------------------------------------------- | -------------------------------------- | ----------------------------------------------- | -------------------------------------- | ------------------------------------------------ | -------------------------------------- | -------------------------------------- |
| 1                                                           | 24 ноември 1991                        | „Атлантис“, мисия STS-44                        |                                        | Специалист на мисията                            | 6 денонощия 22 часа 50 мин. 44 сек.    |                                        |
| 2                                                           | 2 декември 1992                        | „Дискавъри“, мисия STS-53                       |                                        | Специалист на мисията                            | 7 денонощия 07 часа 19 мин. 17 сек.    |                                        |
| 3                                                           | 7 септември 1995                       | „Индевър“, мисия STS-69                         |                                        | Специалист на мисията                            | 10 денонощия 20 часа 29 мин. 56 сек.   |                                        |
| 4                                                           | 19 май 2000                            | „Атлантис“, мисия STS-101                       |                                        | Специалист на мисията                            | 9 денонощия 21 часа 10 мин. 10 сек.    |                                        |
| 5                                                           | 8 март 2001                            | „Дискавъри“, мисия STS-102, Експедиция 2 на МКС |                                        | Специалист на мисията, Полетен специалист на МКС | 163 денонощия, 08 часа и 13 мин.       |                                        |
|                                                             | 22 август 2001                         | „Дискавъри“, мисия STS-105                      |                                        | Специалист на мисията                            | Приземяване с Дискавъри                |                                        |
| Сумарно време в космоса – 202 денонощия 05 часа и 28 минути |                                        |                                                 |                                        |                                                  |                                        |                                        |

- Джеймс Вос е носител на рекорда (заедно с колежката си Сюзан Хелмс) за най-продължителна космическа разходка в историята – 8 часа и 56 мин.

## След НАСА
След като напуска НАСА през 2003 г., Джеймс Вос започва преподавателска дейност.

## Награди
| Лента | Отличие                                         |
|       | Армейски медал за добра служба                  |
|       | Висш медал за служба в отбраната                |
|       | Медал за заслуги в Националната отбрана         |
|       | Легион за заслуги                               |
|       | Армейски медал за похвала                       |
|       | Медал на НАСА за участие в космически полет (5) |
|       | Национален медал за служба в отбраната          |
|       | Лента за армейска служба                        |